# Sprintvärldsmästerskapen i kanotsport 1963
Sprintvärldsmästerskapen i kanotsport 1963 anordnades i Jajce i Jugoslavien.

## Medaljsummering
| Pl.    | Nation        | Guld | Silver | Brons | Totalt |
| ------ | ------------- | ---- | ------ | ----- | ------ |
| 1      | Rumänien      | 6    | 4      | 1     | 11     |
| 2      | Sovjetunionen | 4    | 4      | 3     | 11     |
| 3      | Östtyskland   | 1    | 3      | 5     | 9      |
| 4      | Västtyskland  | 2    | 2      | 2     | 6      |
| 5      | Ungern        | 2    | 0      | 4     | 6      |
| 6      | Danmark       | 1    | 1      | 0     | 2      |
| 7      | Sverige       | 0    | 2      | 0     | 2      |
| 8      | Österrike     | 0    | 0      | 1     | 1      |
| Totalt | Totalt        | 16   | 16     | 16    | 48     |

### Herrar

#### Kanadensare
| Gren        | Guld                                            | Tid | Silver                                       | Tid | Brons                                  | Tid |
| C-1 1000 m  | Simion Ismailciuc (ROU)                         |     | Detlef Lewe (GER)                            |     | Albrecht Müller (GDR)                  |     |
| C-1 10000 m | Michail Zamotin (URS)                           |     | Andrei Igorov (ROU)                          |     | Albrecht Müller (GDR)                  |     |
| C-2 1000 m  | Rumänien Achim Sidorov Alexe Iacovici           |     | Sovjetunionen Vitalij Galkov Michail Zamotin |     | Ungern Endre Gyürü Árpád Soltész       |     |
| C-2 10000 m | Sovjetunionen Leanid Hejsjtar Siarhej Makaranka |     | Östtyskland Willi Mehlberg Werner Ulrich     |     | Rumänien Lavrneti Kalinov Igor Lapilit |     |

#### Kajak
| Gren                | Guld                                                                         | Tid | Silver                                                                                | Tid | Brons                                                                            | Tid |
| K-1 500 m           | Aurel Vernescu (ROU)                                                         |     | Erik Hansen (DEN)                                                                     |     | Kálmán Kovács (HUN)                                                              |     |
| K-1 1000 m          | Erik Hansen (DEN)                                                            |     | Aurel Vernescu (ROU)                                                                  |     | Siegfried Rossberg (GDR)                                                         |     |
| K-1 10000 m         | Fritz Briel (GER)                                                            |     | Sven-Olaf Sjödelius (SWE)                                                             |     | Mihály Hesz (HUN)                                                                |     |
| K-1 4 x 500 m relay | Rumänien Aurel Vernescu Vasilie Nicoarǎ Haralambie Ivanov Anton Ivanescu     |     | Sovjetunionen Volodymyr Morozov Volodymyr Natalucha Vjatjeslav Vinnik Ibrohim Hasanov |     | Östtyskland Wolfgang Lange Dieter Krause Siegfried Rossberg Günter Perleberg     |     |
| K-2 500 m           | Rumänien Vasilie Nicoarǎ Haralambie Ivanov                                   |     | Rumänien Aurel Vernescu Mircea Anastasescy                                            |     | Västtyskland Heinz Büker Holger Zander                                           |     |
| K-2 1000 m          | Rumänien Vasilie Nicoarǎ Haralambie Ivanov                                   |     | Östtyskland Wolfgang Lange Dieter Krause                                              |     | Sovjetunionen Nikolaj Tjuzjikov Anatolij Grisjin                                 |     |
| K-2 10000 m         | Ungern László Fábián István Timár                                            |     | Sverige Tord Sahlén Tyrone Ferm                                                       |     | Västtyskland Erich Suhriber Sigfred Brzoska                                      |     |
| K-4 1000 m          | Östtyskland Günter Perleberg Dieter Krause Siegfried Rossberg Wolfgang Lange |     | Rumänien Nicolae Artimov Andrei Contolenco Haralambie Ivanov Vasilie Nicoarǎ          |     | Sovjetunionen Aleksandr Trifonov Igor Safonov Nikolaj Konnikov Vjatjeslav Vinnik |     |
| K-4 10000 m         | Ungern István Timár László Fábián Otto Koltai László Ürögi                   |     | Östtyskland Günter Holzvoigt Wolfgang Finger Wolfgang Niedrig Siegwart Krabe          |     | Ungern György Czink János Petroczy Gábor Almasi Sámuel Egri                      |     |

### Damer

#### Kajak
| Gren      | Guld                                                                             | Tid | Silver                                                                         | Tid | Brons                                                                                   | Tid |
| K-1 500 m | Marija Zjubina (URS)                                                             |     | Ljudmila Tjvedosjuk (URS)                                                      |     | Hanneliese Spitz (AUT)                                                                  |     |
| K-2 500 m | Västtyskland Roswitha Esser Annemarie Zimmermann                                 |     | Sovjetunionen Marija Zjubina Ljudmila Tjvedosjuk                               |     | Sovjetunionen Valentina Bizak Ljubov Sintjina                                           |     |
| K-4 500 m | Sovjetunionen Valentina Bizak Ljudmila Pinajeva Marija Zjubina Antonina Seredina |     | Västtyskland Roswitha Esser Erika Feltman Ingrid Hertmann Annemarie Zimmermann |     | Östtyskland Marion Knobba Anita Nüssner-Kobuss Charlotte Siedelmann Helga Mühlberg-Ulze |     |